# Egennyttan
Egennyttan är ett grund i Skellefteå kommuns skärgård.  
Under slutet av 1800-talet och början av 1900-talet kom grundet att bli en central del i konkurrensen mellan sågföretagen i Ytterstfors och på Halsön. Ytterstfors AB spärrade av farvattnen mellan Svinön, Halsön och ett mellanliggande grund vilket medförde en spärr av all sjöfart från norr till Halsögrunds såg. Detta gjorde att transporter till Halsön tvingades runda Romelsön, vilket både var vanskligt och tidsödande. Det mellanliggande grundet fick namnet Egennyttan.
Numer finns en sommarstuga på grundet.